# Junta de Hermandades y Cofradías de La Laguna
La Junta de Hermandades y Cofradías de La Laguna (JHC por sus siglas abreviadas) es una organización religiosa, el máximo órgano de gestión de las cofradías y hermandades de la ciudad de San Cristóbal de La Laguna en la isla de Tenerife (Islas Canarias, España). Su actual presidente es Juan Antonio Pérez.

## Historia
La institución fue fundada en 1953 en respuesta a la necesidad de un órgano que conectase las hermandades y cofradías entre sí, así como con la autoridad eclesiástica y con el municipio, especialmente para la celebración de los desfiles procesionales en la Semana Santa de San Cristóbal de La Laguna.
Actualmente la Junta está integrada por veinticinco cofradías y hermandades (tanto Penitenciales, Sacramentales y de Gloria), además de la Pontificia, Real y Venerable Esclavitud del Santísimo Cristo de La Laguna. En cualquier caso, la Junta de Hermandades y Cofradías también integra otras hermandades de las poblaciones o barrios de los alrededores del casco antiguo de La Laguna.
La Junta, a través de su comité, es la que organiza la Semana Santa de San Cristóbal de La Laguna, con el diseño del cartel, programa y organización del pregón de la misma, y todos los recorridos procesionales. Además colabora con diferentes celebraciones de la ciudad fuera de las celebraciones de Semana Santa, ejemplo de ello es la procesión y celebración del Corpus Christi del Cabildo Catedral de La Laguna y las fiestas del Cristo de La Laguna en el mes de septiembre.
En la actualidad, la Junta de Hermandades y Cofradías de La Laguna ha redactado el expediente para la declaración de la Semana Santa de San Cristóbal de La Laguna como Bien de Interés Turístico Nacional. En 2016, la Junta recibió la medalla de oro de la ciudad de La Laguna.

## Patronazgo

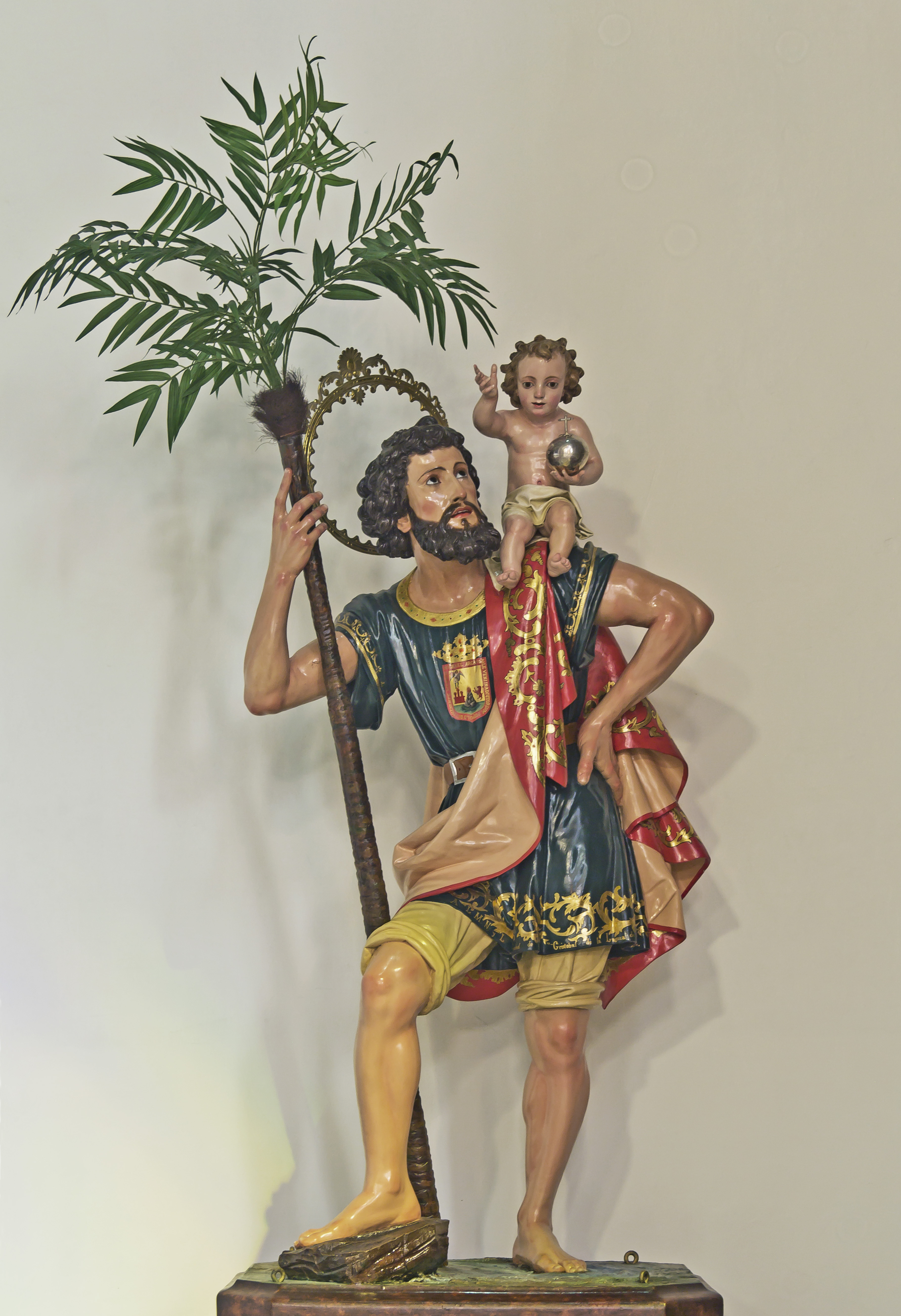
San Cristóbal de Licia, patrono de la ciudad de La Laguna y de la Junta de Hermandades y Cofradías. Imagen venerada en la Catedral de La Laguna.

El Santo patrono o titular de la institución de la Junta de Hermandades y Cofradías de La Laguna es San Cristóbal de Licia, el cual es también patrono de la ciudad.

## Celebraciones extraordinarias
La Junta ha organizado o participado en diferentes celebraciones religiosas extraordinarias tanto de ámbito municipal, como insular y diocesano. Entre ellas, de las celebradas en los últimos años destacan:

### Vía crucis extraordinarios
La Junta de Hermandades y Cofradías de La Laguna ha organizado celebraciones de Vía crucis extraordinarios para conmemorar diferentes celebraciones especiales de la Iglesia católica. Este acto consiste en reunir en las calles de la ciudad de La Laguna fuera de la época de Semana Santa a las diferentes imágenes que rememoran la pasión de Cristo. Este acto se realiza en colaboración con otras entidades, como el arciprestazgo de la ciudad y el obispado.
Se han realizado dos Vía crucis extraordinarios en la ciudad:
- El 9 de marzo de 2013, con motivo del Año de la Fe.[6]

- El 5 de marzo de 2016, con motivo del Año de la Misericordia.[5]

### Gran Procesión extraordinaria de 2025
Con motivo del Jubileo Diocesano de las Hermandades y Cofradías enmarcado en el año santo jubilar universal de 2025, tuvo lugar el 18 de mayo de ese año en la ciudad de San Cristóbal de La Laguna, capital episcopal Nivariense, una gran e histórica Procesión Extraordinaria de nueve imágenes religiosas de gran devoción en toda la diócesis.
Entre ellas, la Virgen de los Remedios (patrona de la ciudad, de la isla y de la diócesis); San Cristóbal (patrono de la ciudad y titular de la diócesis); Santo Hermano Pedro de Betancur (primer santo de origen canario); San José de Anchieta (segundo santo canario, nacido en La Laguna); San Miguel Arcángel (compatrono de la ciudad y patrón de Tenerife); San Juan Bautista (compatrono de la ciudad); San Benito Abad (patrono de los campos de Tenerife); Inmaculada Concepción (alcaldesa honoraria de la ciudad); y el Santísimo Cristo de La Laguna (imagen de Jesucristo más venerada en Canarias).
Se trata de un hecho histórico, pues fue la primera vez que estas imágenes procesionaban juntas por las calles de la ciudad. A este evento concurrieron hermandades y cofradías provenientes de toda la diócesis.